# Cotó
|  | Per a altres significats, vegeu «Linària origanifòlia». |

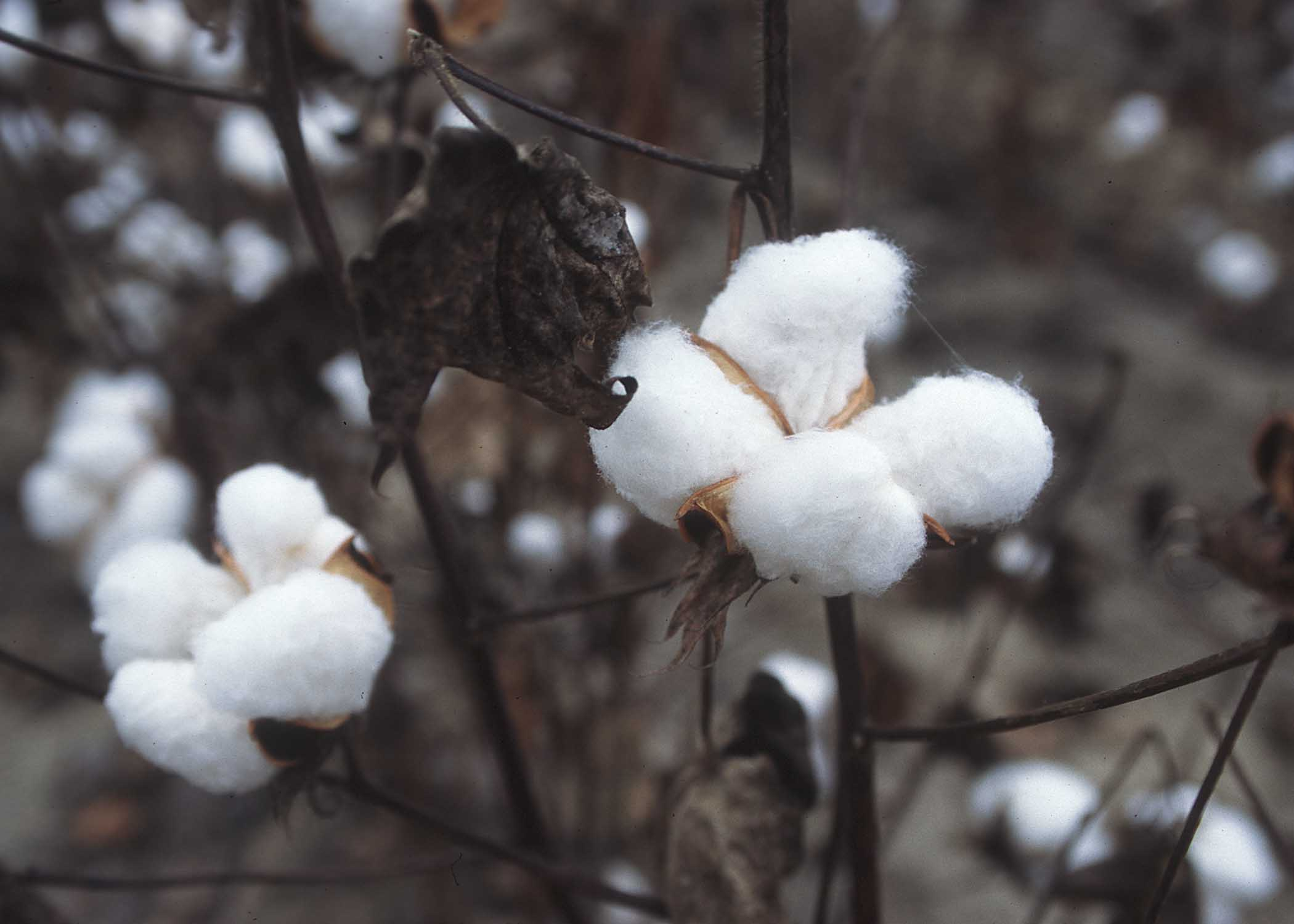
Una planta de cotoner amb el cotó a punt per ser recol·lectat

El cotó és una fibra tèxtil vegetal que creix al voltant de les llavors del cotoner, un arbust del gènere Gossypium, pertanyent a la família de les malvàcies, originari de les regions tropicals i subtropicals, n'hi ha diferents espècies autòctones a Amèrica, Àfrica o l'Índia. El mot cotó deriva de l'àrab قُطْن (al) qutn.
El cotó és la fibra natural més important que es produeix al món, la seva importància va començar al segle xix amb el procés d'industrialització i avui dia encara representa gairebé la meitat del consum mundial de fibres tèxtils. No totes les espècies del gènere Gossypium tenen valor comercial, les fibres s'obtenen de la llavor d'unes poques espècies, la llargada i el gruix de la fibra depenen de la seva procedència.

## La fibra de cotó

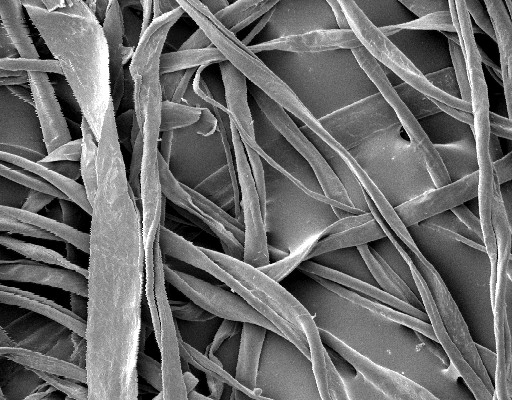
Fibres de cotó fotografiades amb un microscopi de rastreig

Les fibres de cotó s'originen al voltant de les llavors del cotoner, les seves càpsules tenen de tres a quatre lòbuls que s'obren a la maduresa, cadascun d'aquests lòbuls conté de cinc a deu llavors i cada llavor està recoberta per un gran nombre de fibres, de 10.000 a 20.000 per llavor.
Les fibres són unes excrescències epidèrmiques o tricomes, per tant, no presenten lignificació i no poden ser considerades com a veritables fibres malgrat s'utilitzi aquesta denominació. Aquests pèls tenen la forma d'un tub aplanat i presenten una estructura formada per una cutícula composta per una barreja de cutina i pectina, una capa externa de cel·lulosa, una capa de dipòsits secundaris gairebé totalment composta per cel·lulosa, unes parets que envolten la cavitat central en forma espiral plena d'una substància nitrogenada. La composició química de la fibra de cotó és d'un 94% de cel·lulosa, un 1,23% de proteïnes, un 1,2% de substàncies pèctiques, un 1,2% de matèries minerals, un 0,6% de cera, un 0,3% de sucre, i la resta per altres elements.
El color de la fibra va del blanc al blanc groguenc o amb tonalitats vermelloses, la seva longitud depèn de l'espècie, G. barbadense produeix fibres d'entre 34 i 42 mm, G. Hirsutum d'entre 24 i 34 mm i G. Herbaceum de longitud inferior a 23 mm. El seu diàmetre també depèn de l'espècie i oscil·la entre els 15 i els 25 micròmetres. Segons sigui la longitud de les fibres comercialment diferencien els cotons de fibra curta o cotó indi, de fibra mitjana o cotó americà i de fibra llarga o cotó egipci.
El cotó de fibra llarga que és més car serveix per a la fabricació de teixits fins que serviran per fabricar vestits, camises, etc.; el de fibra mitjana es dedica teixits pera a roba interior o samarretes i el de fibra curta que és el més barat a roba de treball o llençols.

## Conreu

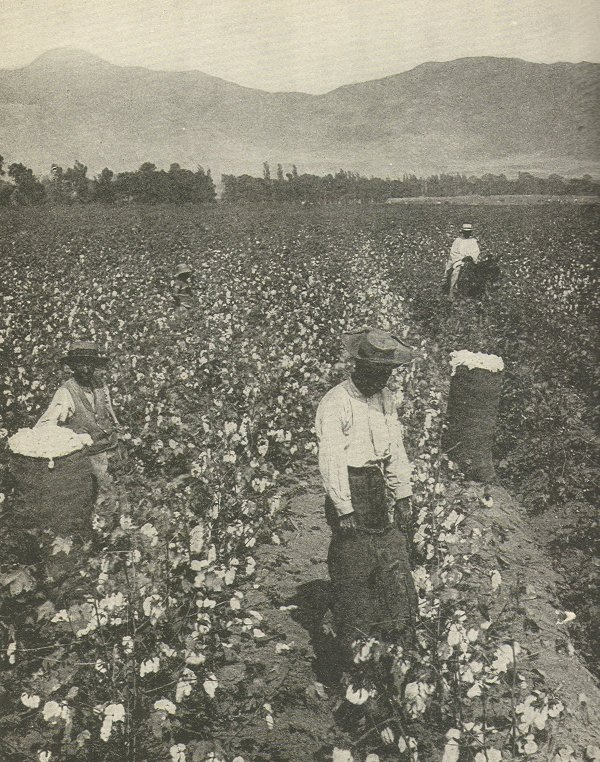
Recollida manual de cotó al sud dels Estats Units d'Amèrica, a principi del

L'èxit de conreu del cotó requereix un llarg període sense gelades, molt de sol, i una precipitació atmosfèrica moderada, en general de l'ordre de 600 a 1200 mm. Els sols han de ser, en general, força pesats, encara que el nivell de nutrients no és necessari que sigui excepcional. En general, aquestes condicions es compleixen als períodes secs dels tròpics i de les zones subtropicals dels hemisferis nord i sud, però avui dia una gran part del cotó és conreat en zones amb menys pluges gràcies a la utilització del reg.
Els preparatius per a la producció de cotó acostumen a començar poc després de la collita precedent, que es fa a la tardor. El període de la sembra és la primavera a l'hemisferi nord i oscil·la des de principi de febrer fins a principi de juny. L'àrea dels Estats Units coneguda com a South Plains (oest de Texas) és la regió contigua més gran del món dedicada al conreu de cotó al món. Encara que el cotó pot ser conreat a les terres seques (sense reg) d'aquesta regió, un bon rendiment només s'aconsegueix amb una forta dependència de la irrigació, que aprofita les aigües de l'aqüífer d'Ogallala.
Atès que el cotó és una mica tolerant de la sal i de la sequera, és un conreu molt atractiu per a les regions àrides i semiàrides del món. Com que els recursos hídrics pateixen una disminució arreu del món, les economies que en depenen s'enfronten a dificultats i conflictes, així com a possibles problemes ambientals.
Per exemple, el conreu inadequat i les pràctiques d'irrigació han provocat la desertització de les àrees de l'Uzbekistan, on el cotó era una de les principals exportacions. Als temps de la Unió Soviètica, el Mar d'Aral va ser aprofitat per l'agricultura de regadiu, principalment del cotó, i avui dia la salinització dels sòls està molt estesa.

### Espècies cultivades

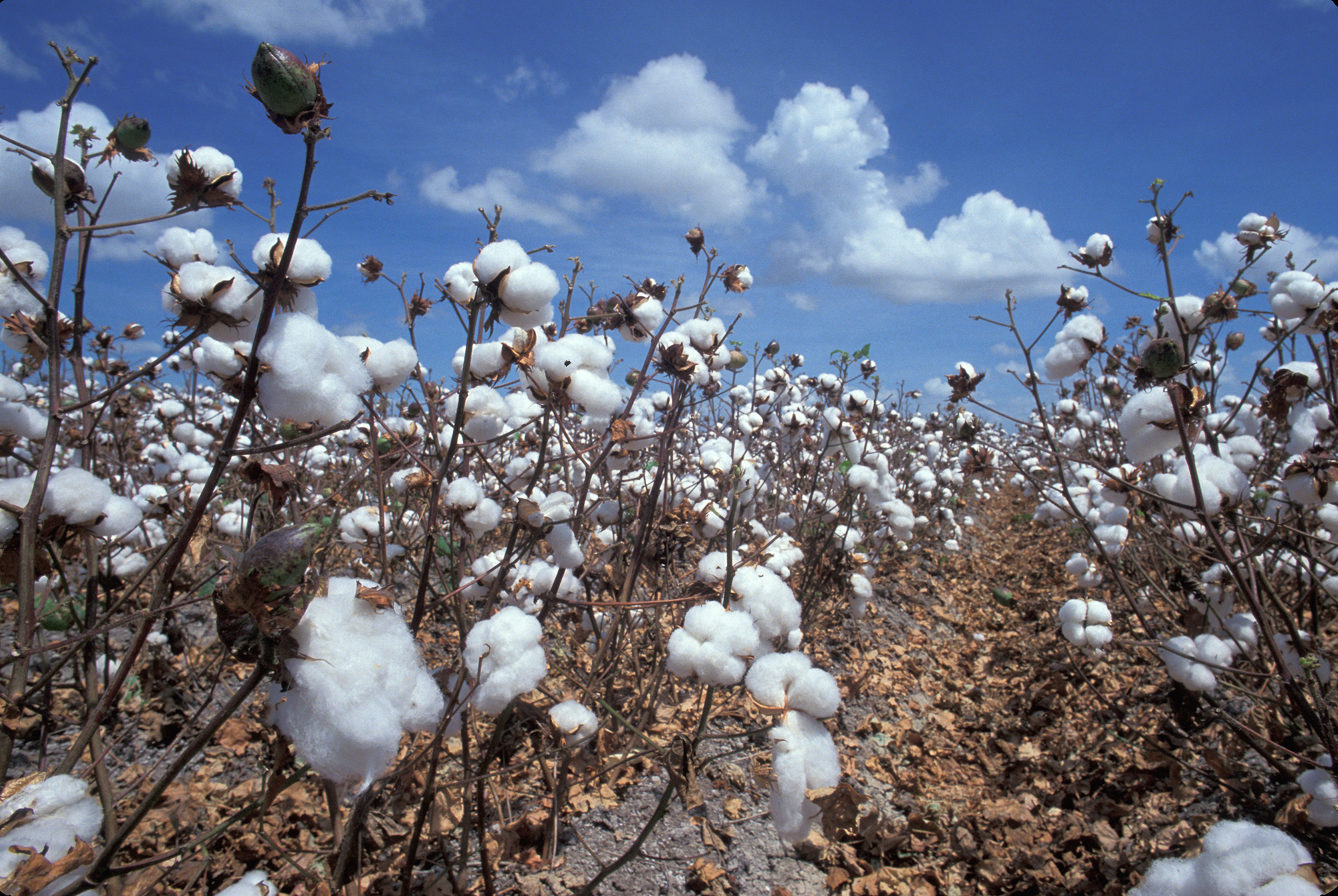
Un camp de cotó

Hi ha unes quaranta espècies de cotoner, però només quatre presenten valor comercial:
- Gossypium arboreum L.. És originari de l'Índia i Pakistan.
- Gossypium barbadense L. És originari d'Amèrica del Sud.
- Gossypium herbaceum L. És originari del sud d'Àfrica i la península d'Aràbia.
- Gossypium hirsutum L. És originari d'Amèrica Central, Mèxic, el Carib i Florida

G. hirsutum és l'espècie més estesa mundialment, les espècies difereixen per les llargada de la fibra (més llarga o més curta) i per les característiques agronòmiques, però el cotó sempre necessita un estiu molt càlid i molta aigua de pluja o de reg, com en el cas, per exemple, del cotó egipci.

### Cotó transgènic

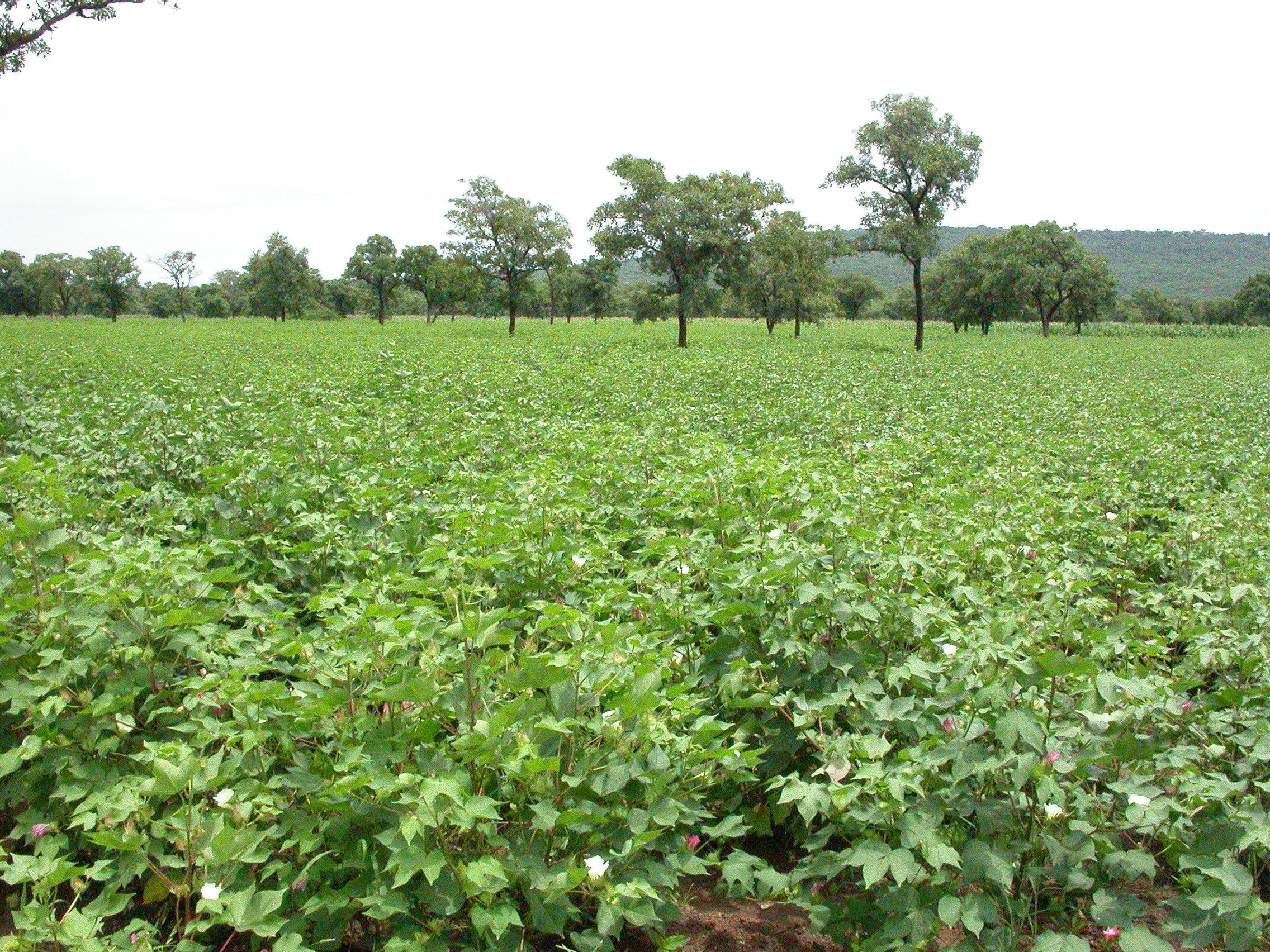
Camp de cotó al nord de Benín

Algunes companyies utilitzen l'enginyeria genètica per alterar la naturalesa del cotó i que resulti, per exemple, de diferents colors. Empreses multinacionals com Monsanto han produït llavors de les que s'obtenen diferents colors, especialment el blau indi que s'utilitza en la confecció dels jeans. A la Regió Autònoma de Xinjiang (Xina) s'han desenvolupat plantes que lliuren fibres de colors vermell, verd, blau o negre. Altres, en canvi, utilitzen la biotecnologia per generar fibres molt més llargues i resistents. L'empresa Natural Cotton Colors va patentar el 1990 dues varietats de cotó de colors naturals: marró (Coyote) i verd.
Però no totes les variacions genètiques d'aquest cultiu apunten a la seva coloració. Moltes de les modificacions busquen fer que la planta sigui més resistent a alguns tipus de plagues, com la varietat Bt Cotton; o resistents als herbicides com la varietat Roundup Ready, de Monsanto, resistent al glifosat (Roundup).
Tot i la resistència a l'ús de transgènics, ja el 1997 entre un deu i un quince percent de les àrees sembrades amb aquest cultiu als Estats Units corresponien a varietats genèticament modificades, mentre que l'any 2020 la proporció era superior al noranta percent. Un altre dels grans productors, l'Índia, va donar via lliure al cultiu transgènic en 2001, en la seva varietat Bt.
Diversos estudis demostren que els cultius de cotó transgènic no tenen un rendiment més gran que els del cotó convencional, una de les promeses de les companyies que desenvolupen varietats genèticament modificades. Tampoc redueixen la quantitat de pesticides químics necessaris per al seu cultiu, donant casos en els que el seu ús es dispara, provocant altres problemes com l'aparició de varietats de males herbes i insectes resistents als insecticides.

### Cotó orgànic, biològic o ecològic
En contraposició al conreu de varietats modificades genèticament trobem l'agricultura ecològica del cotó, que a més de no utilitzar plantes transgèniques (modificades) tampoc no utilitza productes químics sintètics com fertilitzants o plaguicides. La seva producció també promou i millora la biodiversitat i els cicles biològics. Les plantacions de cotó dels Estats Units estan obligades a complir el National Organic Program (NOP). Aquesta institució determina les pràctiques permeses per al control de plagues, conreu, fertilització, i gestió del cultius orgànics. L'any 2007, es van produir al món 265.517 bales de cotó orgànic en 24 països i la producció arreu del món estava creixent a un ritme de més del 50% a l'any.

### Mecanització de la collita

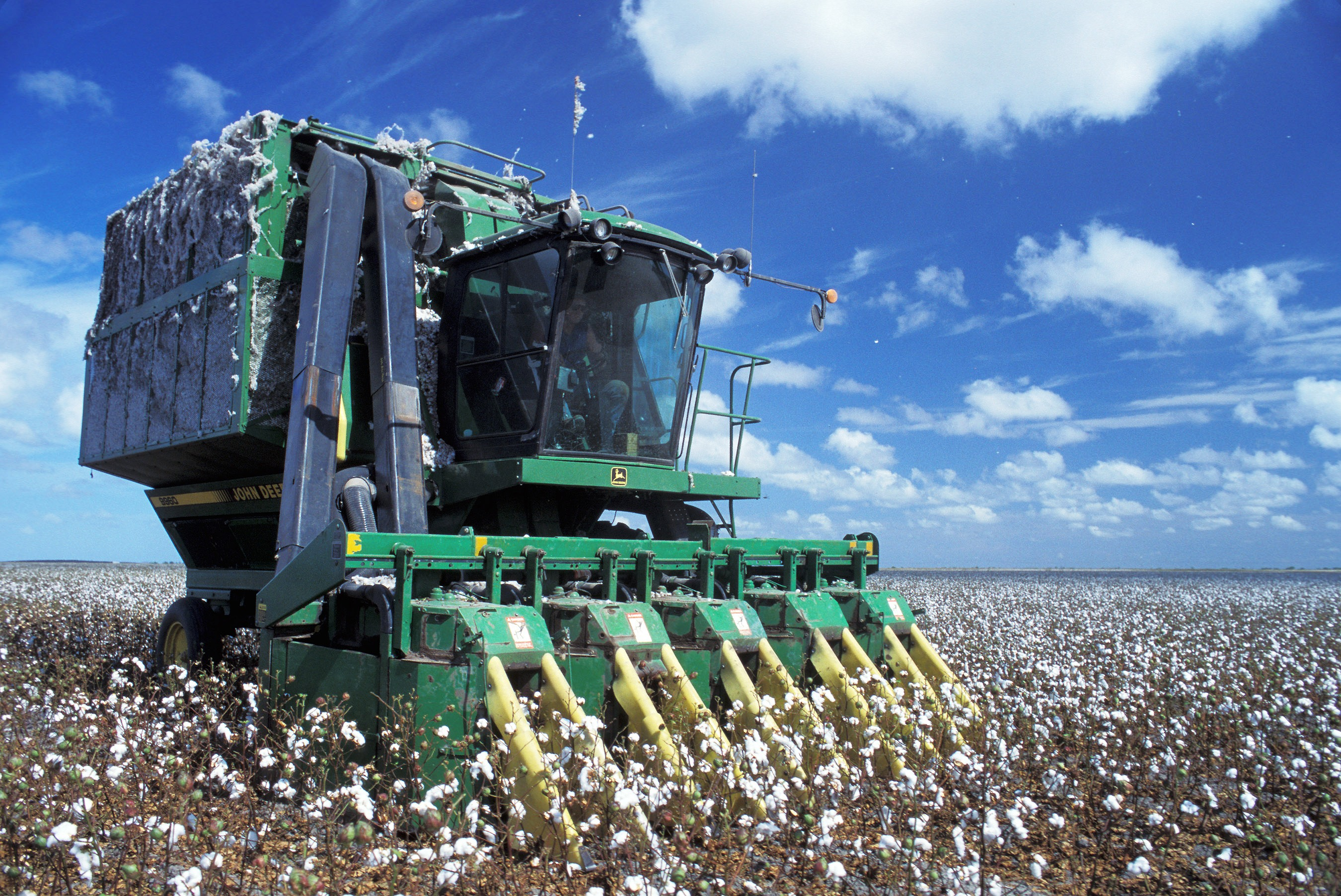
Màquina recol·lectora de cotó

La major part del cotó produït als Estats Units, Europa i Austràlia es cull mecànicament, ja sigui amb una màquina recol·lectora de cotó, que extreu el cotó de les càpsules sense danyar la planta, o per màquines arrencadores de càpsules de cotó, que agafen les càpsules senceres de la planta. Aquestes darreres màquines s'utilitzen en les regions on fa massa vent pel correu de varietats aptes per a les màquines recol·lectores, i en general després de l'aplicació d'un producte químic defoliant o de la defoliació natural que es produeix després de les gelades. El cotó és un conreu perenne en els tròpics, sense defoliacions o la presència de gelades la planta continua creixent. El cotó continua essent recollit manualment a països subdesenvolupats com en el cas de l'Uzbekistan.

## Desgranatge del cotó
El desgranatge és una operació que consisteix a separar les llavors del cotó, la grana, de les fibres que l'envolten. Avui dia és un procés continu que comença amb la recepció del cotó cru, i acaba amb l'embalatge de les fibres del cotó processat. El desgranatge del cotó produeix grans quantitats de residus sòlids en la forma de llavors (que poden servir com a aliment per als animals) i altres productes de rebuig, a més el procés emet contaminants com la pols de cotó i borrissol. Amb la finalitat de reduir la incidència del cuc rosat del cotó (Pectinophora gossypiella) en els residus, en certs països es regula estrictament el transport i l'eliminació de la llavor de cotó i altres residus. On ho permeten els reglaments, les llavors són enviades als molins per extreure l'oli. Una manera d'eliminar els residus produïts pel desgranatge és transformar-los en adob, o també sotmetre'ls a fumigació, esterilització o incineració. En alguns països es cremen els residus a l'aire lliure, causant molèsties, contaminació atmosfèrica i problemes d'olor.
El problema principal per a la salut que sorgeix del desgranatge es relaciona amb la pols. L'exposició a nivells excessius de pols de cotó causa de la bisionosi, una malaltia respiratòria greu. A més, l'excessiu soroll també pot ser un problema en aquesta indústria.

## Comerç
Els principals productors de cotó l'any 2009 van ser la Xina i l'Índia, amb una producció anual respectiva 34 i 24 milions de bales, però la major part d'aquesta producció és consumida per les seves respectives indústries tèxtils. Els grans exportadors de cotó en floca són els Estats Units i l'Àfrica; concretament, la participació africana en el comerç del cotó mundial s'ha duplicat des del 1980. Cap de les dues zones té una indústria tèxtil important, aquest tipus d'indústria manufacturera es va traslladar als països en desenvolupament de l'est i el sud d'Àsia, com l'Índia i la Xina.

### Producció

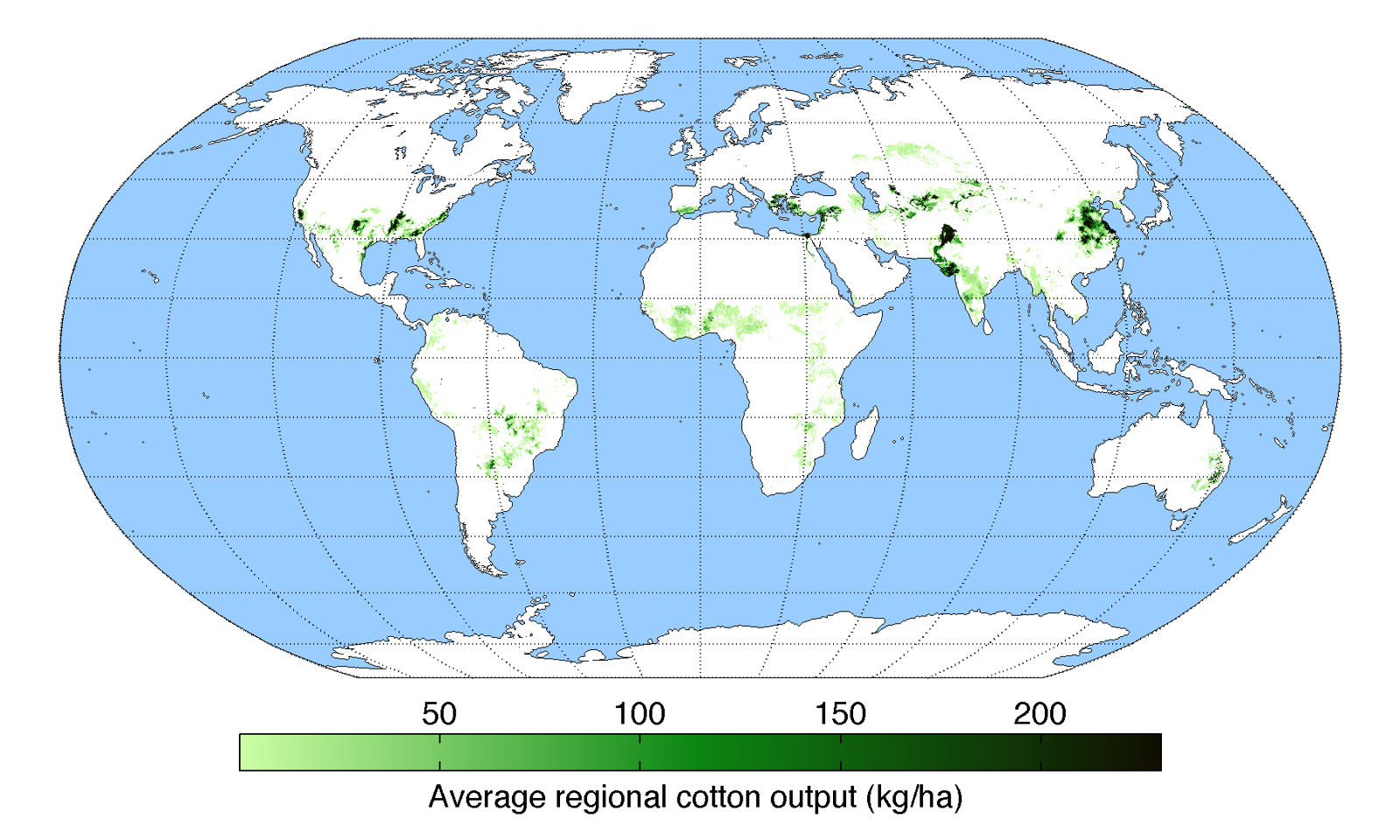
Zones productores de cotó al món

El cinc principals exportadors de cotó del 2009 van ser:
1. Estats Units
2. Índia
3. Uzbekistan
4. Brasil
5. Pakistan

Els grans importadors de cotó són:
1. Corea
2. Rússia
3. Taiwan
4. Japó
5. Hong Kong

Durant la campanya 2008/2009 al món es van produir un total de 24.574.000 de tones de cotó que es va repartir de la següent manera entre els principals països productors:
| Principals productors de cotó (2008/09) |              |                            |         |
| Rang                                    | Estat        | Producció (en Milers de t) | %       |
| 1                                       | Xina         | 7.947                      | 32,34%  |
| 2                                       | Índia        | 5.443                      | 22,15%  |
| 3                                       | EUA          | 2.945                      | 11,99%  |
| 4                                       | Pakistan     | 1.960                      | 7,97%   |
| 5                                       | Brasil       | 1.361                      | 5,54%   |
| 6                                       | Uzbekistan   | 1.110                      | 4,52%   |
| 7                                       | Turquia      | 501                        | 2,04%   |
| 8                                       | Austràlia    | 283                        | 1,15%   |
| 9                                       | Turkmenistan | 283                        | 1,15%   |
| 10                                      | Grècia       | 240                        | 0,97%   |
| 11                                      | Síria        | 207                        | 0,84%   |
| 12                                      | Argentina    | 201                        | 0,82%   |
| 13                                      | Burkina Faso | 185                        | 0,75%   |
| 14                                      | Mèxic        | 148                        | 0,60%   |
| 15                                      | Egipte       | 125                        | 0,51%   |
|                                         | Altres       |                            |         |
|                                         | Món          | 24.574                     | 100,00% |

Els cinc principals exportadors de cotó el 2011 són (1) dels Estats Units, (2) L'Índia (3) Brasil, (4) Austràlia, i (5) Uzbekistan. Els majors importadors no productors són Corea, Taiwan, Rússia, Hong Kong i Japó.
A l'Índia, els estats de Maharashtra (26,63%), Gujarat (17,96%) i Andhra Pradesh (13,75%) i Madhya Pradesh són els estats líders en la producció de cotó, uns estats amb un clima predominantment tropical humit i sec.
A Pakistan, el cotó es cultiva principalment a les províncies de Panjab i Sind. L'àrea principal de producció de cotó és el Panjab, al sud, que comprèn les àrees al voltant de Bahawalpur, Multen i Vehari. Faisalabad és una empresa líder en el sector tèxtil dins del Pakistan. Panjab, té un clima tropical humit i sec durant tot l'any facilitant l'augment del creixement del cotó.
Als Estats Units, l'estat de Texas va liderar la producció total a partir de 2004, mentre que l'estat de Califòrnia va tenir el més alt rendiment per hectàrea.

## Història

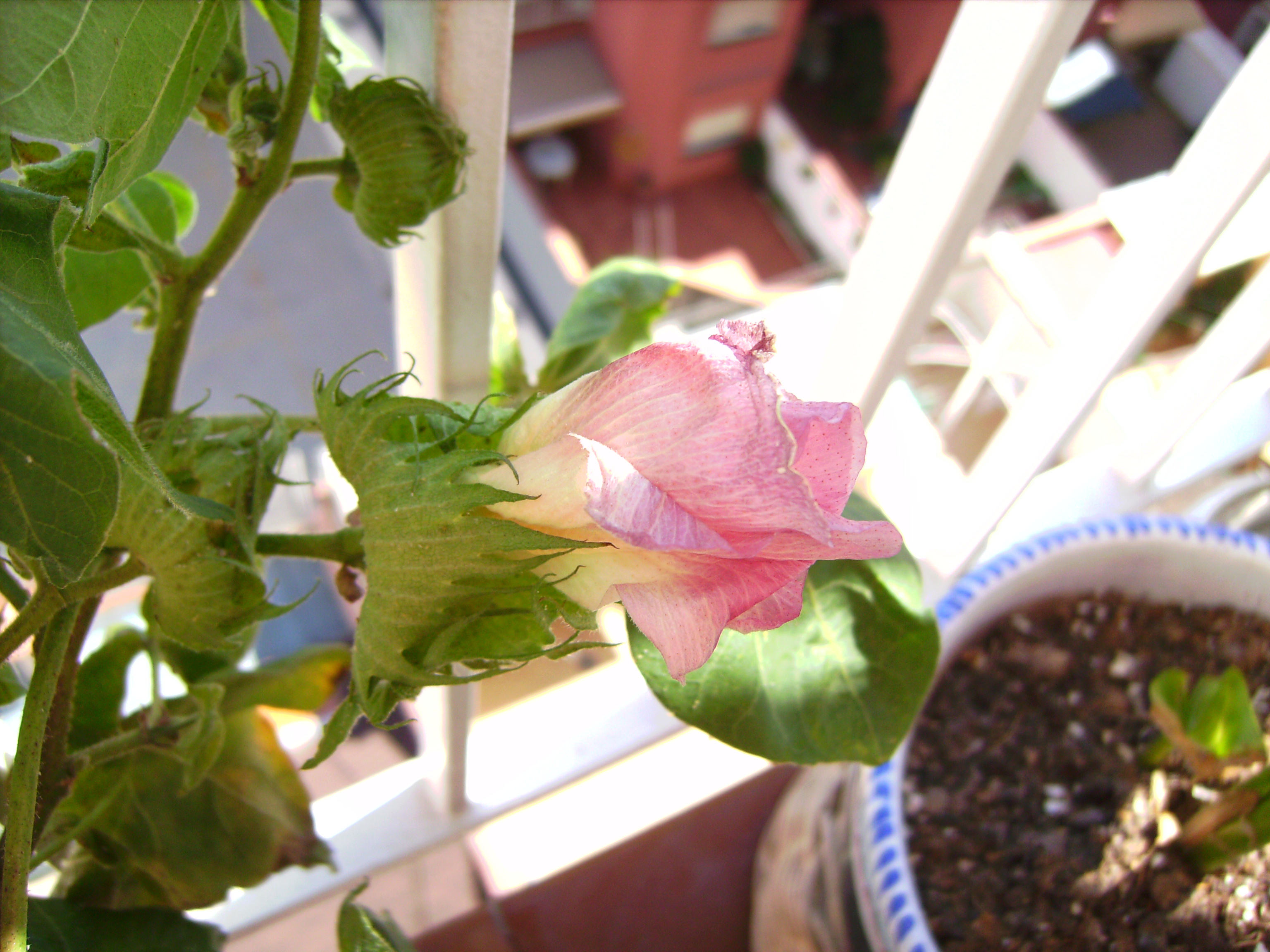
Flor de cotoner (Gossypium hirsutum) vista de perfil (creix en un terrat de Barcelona)

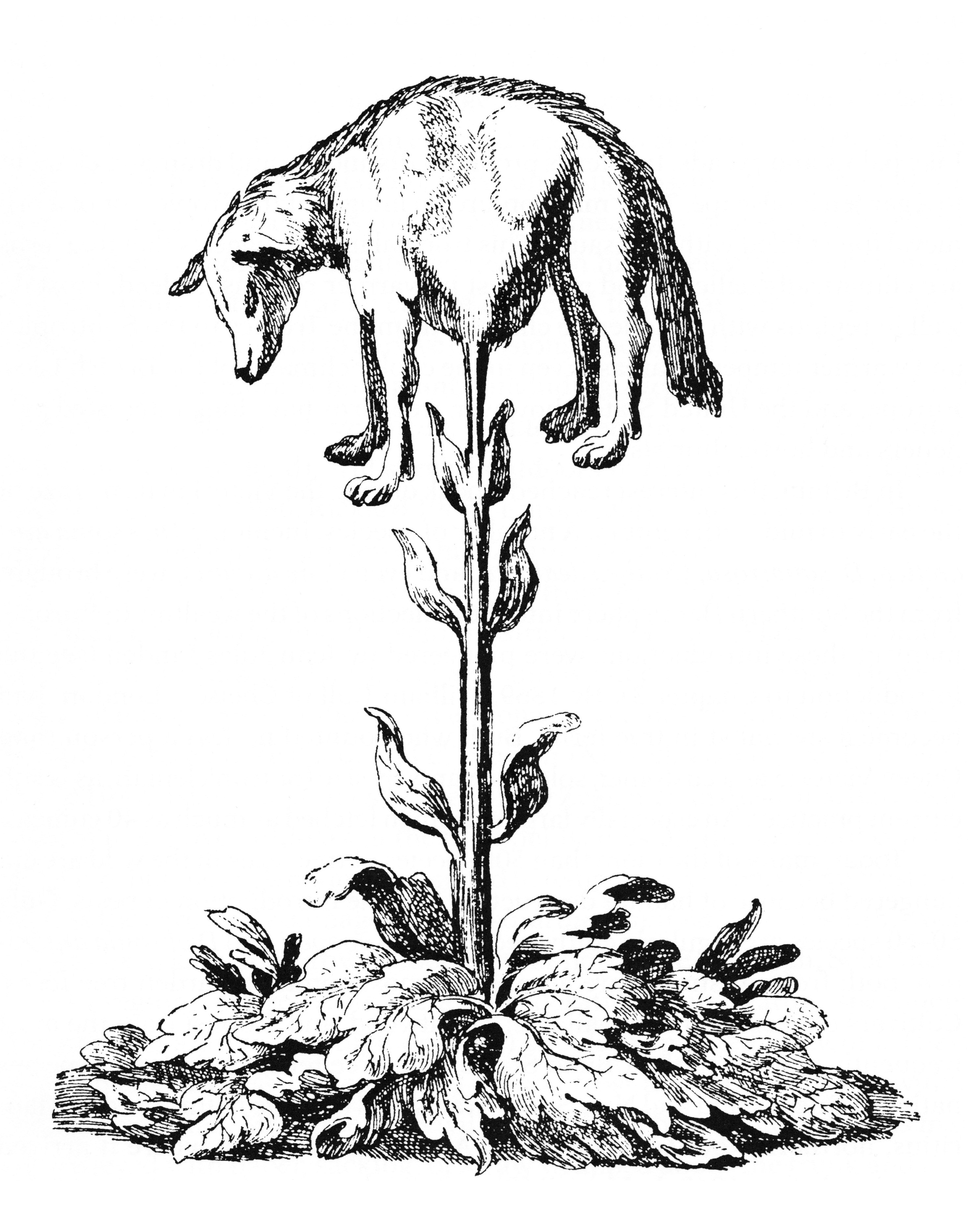
Representació de la fabulosa planta del cotó a una il·lustració del

Model de la filadora spinning jenny de James Hargreaves, del 1765. Exposada al museu de Wuppertal, (Rin del Nord-Westfàlia, Alemanya)

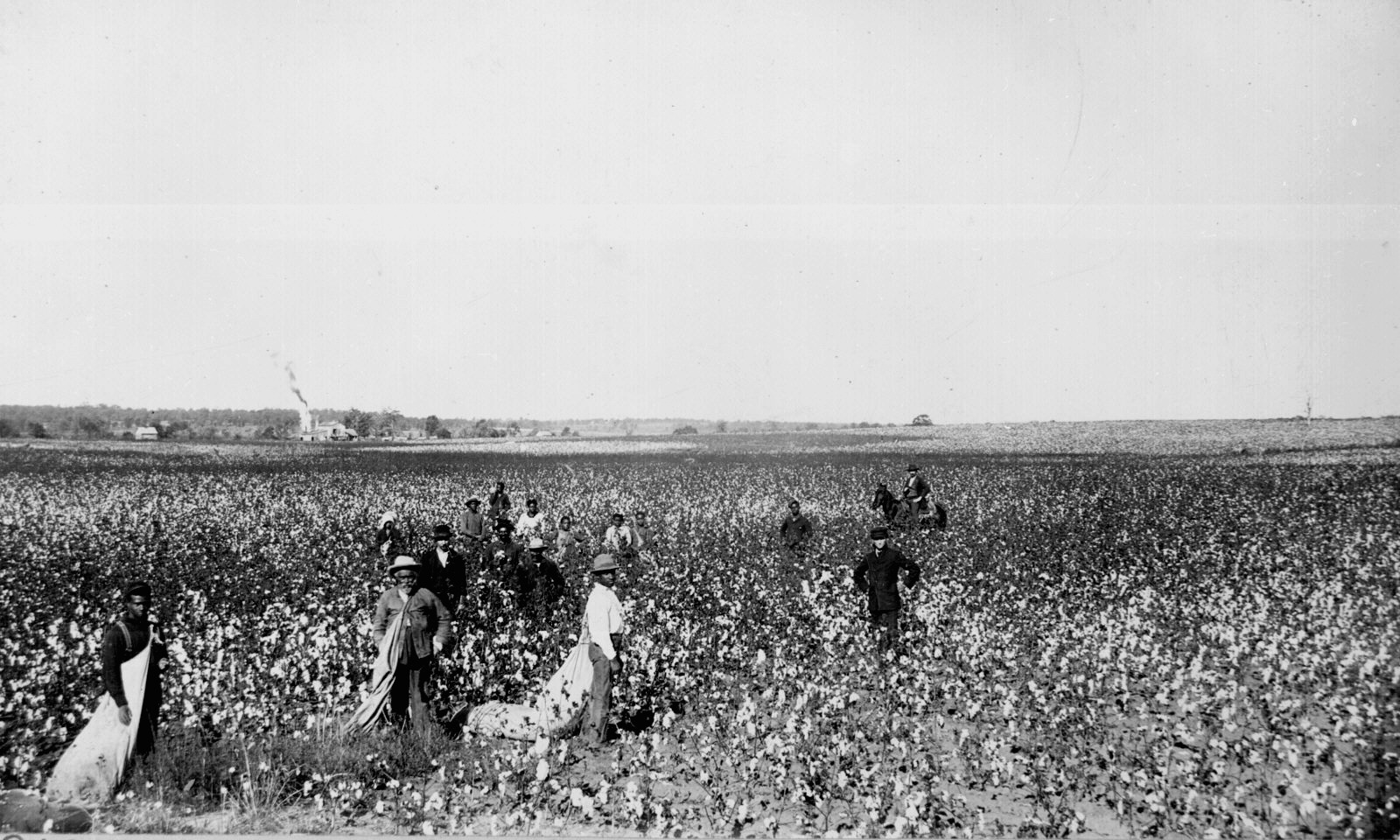
Recollida manual del cotó vers la fi del a una plantació d'Oklahoma

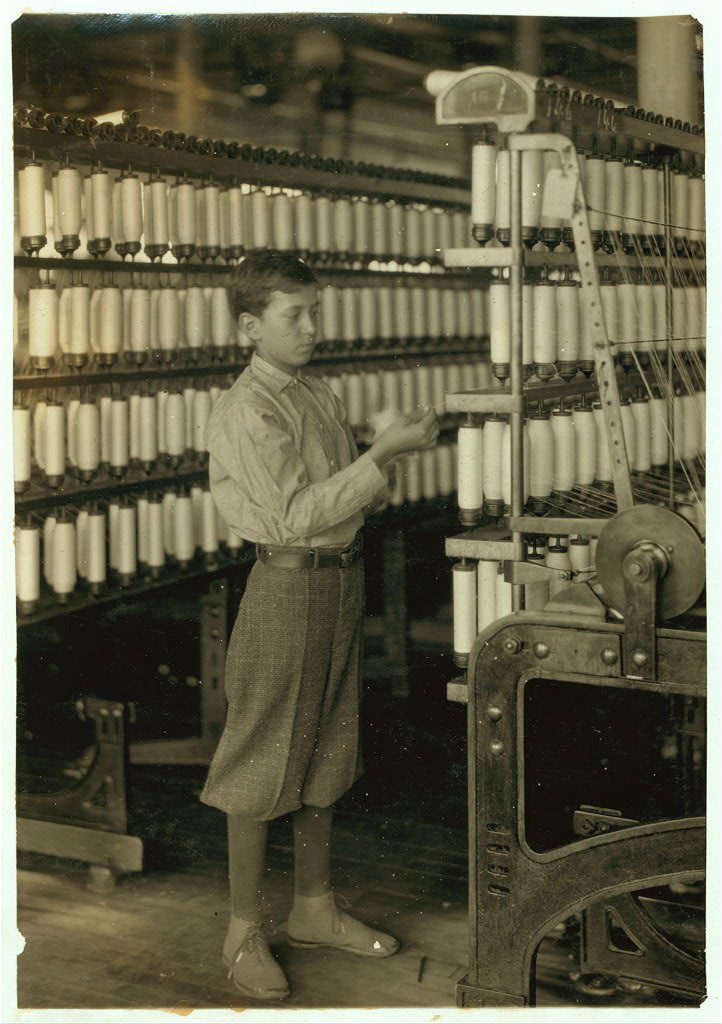
Un noi de 14 anys a una filatura nord-americana. El treball infantil encara era habitual al principi del

Sembla que el primer conreu del cotoner s'hauria fet a Mèxic farà uns 8.000 anys, l'espècie conreada hauria estat el Gossypium hirsutum, que avui dia encara és la varietat més plantada arreu del món, al voltant del 89,9% del total de la producció mundial. La major diversitat d'espècies silvestres de cotó es troba a Mèxic, seguit per Austràlia i Àfrica.
El cotó va ser cultivat per primera vegada a l'Àsia fa uns 7.000 anys (Cinquè mil·lenni abans de Crist-quart mil·lenni abans de Crist) pels habitants de la civilització de la vall de l'Indus, una civilització que abastava una gran part del nord-oest del subcontinent indi, incloent-hi parts de l'est de l'actual Pakistan i el nord-oest de l'Índia. La indústria del cotó de l'Indus es va desenvolupar força i alguns mètodes utilitzats en el seu filat i teixit es van continuar utilitzant fins a la industrialització moderna de l'Índia.
Grecs i àrabs aparentment van ignorar el cotó fins a l'època d'Alexandre el Gran, com el seu contemporani Megastenes va dir a Seleuc a l'Indica «hi ha arbres on creix la llana».
A Pèrsia la història de cotó es remunta a l'època aquemènida però hi ha poques fonts sobre el conreu del cotó a la Pèrsia pre-islàmica. El seu conreu era comú a Merv, Rayy i Fars. En els poemes d'alguns poetes perses com Firdawsí i Shahnameh, hi ha moltes referències al conreu del cotó ("panbe" en persa). Marco Polo (al segle xiii) en referir-se als principals productes de Pèrsia inclou el cotó. John Chardin, un famós viatger francès del segle xvii, que havia visitat l'Imperi safàvida va descriure les grans explotacions cotoneres de Pèrsia.
Al Perú el conreu de l'espècie local de cotó, Gossypium barbadense, va ser la columna vertebral del desenvolupament de les cultures costaneres, com la caral, la mochica o la Nazca. El cotó es conreava riu amunt i es comerciava amb els pobles de pescadors de la costa per grans quantitats de peix. Els espanyols que van arribar a Mèxic al principi del segle xvi van trobar que la gent conreava el cotó i utilitzava roba feta amb les seves fibres.
A l'acabament de l'edat mitjana el cotó va arribar a ser conegut al nord d'Europa, era una fibra importada de la que se'n desconeixia l'origen a banda de saber que sortia d'una planta. A causa de la seva semblança amb la llana la gent va arribar a imaginar que el cotó havia de ser produït per una planta d'ovelles. John Mandeville, al seu llibre de viatges publicat entre el 1357 i el 1371, va esmentar com un fet cert la creença que: «Allà a l'Índia creix un arbre meravellós que cria petits xais a l'extrem de les seves branques. Aquestes branques eren tan flexibles que s'inclinaven per permetre menjar els xais quan tenien gana». Aquestes creences tenen un reflex en el nom per al cotó en alguns idiomes europeus, com l'alemany Baumwolle, que significa llana d'arbre (Baum, arbre i Wolle, llana). A la fi del segle xvi, el cotó es conreava en totes les regions càlides d'Àsia i d'Amèrica.
La manufactura artesana cotonera Índia va declinar gradualment durant l'expansió britànica i l'establiment del domini colonial al pas del segle xviii al segle xix. Això va ser degut, en gran part, a les agressives polítiques mercantils colonialistes imposades per la Companyia Britànica de les Índies Orientals, que van fer que el processament del cotó i els tallers tèxtils de l'Índia no fossin competitius. D'aquesta manera els mercats indis es van veure obligats cada vegada més a vendre només cotó en brut i van ser forçats per imposició de la llei britànica a comprar productes tèxtils fabricats a la Gran Bretanya.
L'adveniment de la Revolució Industrial a la Gran Bretanya va suposar un gran estímul per a la manufactura del cotó, quan els teixits van esdevenir el principal producte d'exportació britànic. El 1738, Lewis Paul i John Wyatt, de Birmingham, Anglaterra, van patentar la màquina de filar a corró, i el sistema de volant-i-bobina per a l'elaboració de cotó amb un gruix més uniforme utilitzant dos jocs de rodets que voltaven a velocitats diferents. Més tard, la invenció de la Spinning Jenny el 1764 i de la filadora de marc giratori de Richard Arkwright el 1769, van permetre teixidors anglesos de produir filats de cotó i tela en quantitats molt més grans. A partir del segle xviii, la ciutat anglesa de Manchester va adquirir el sobrenom Cottonopolis a causa de l'omnipresència de la indústria del cotó dins de la ciutat i el seu paper com a centre del comerç mundial del cotó. La capacitat de producció de Gran Bretanya i els Estats Units va millorar encara més amb la invenció de la desmotadora de cotó per l'estatunidenc Eli Whitney el 1793, que va permetre la utilització del cotó americà de fibra curta a la indústria tèxtil. Millorar la tecnologia i augmentar el control dels mercats mundials va permetre als comerciants britànics de desenvolupar una cadena comercial en la qual les fibres de cotó en floca eren adquirides (al principi) a les plantacions colonials, era transformat en teixit als molins de Lancashire, i es tornava a exportar amb els vaixells britànics vers els mercats captius colonials de l'Àfrica Occidental Britànica, l'Índia i la Xina (a través de Shanghai i Hong Kong).
A la dècada del 1840, l'Índia ja no era capaç d'abastir les grans quantitats de cotó que demandaven i necessitaven les fàbriques britàniques per a la seva producció, al mateix temps que l'enviament de grans volums de cotó indi requeria força temps i diners. Tot això, unit a l'aparició de cotó americà com un tipus de qualitat superior (degut a les fibres més llargues i fortes de les dues espècies natives americanes (Gossypium hirsutum i Gossypium barbadense), va encoratjar els comerciants britànics de començar a comprar el cotó de les plantacions dels Estats Units i el Carib. Aquest cotó també era molt més barat, ja que era produït per esclaus. A mitjan segle xix, el cotó s'havia convertit en la base de l'economia del sud dels Estats Units d'Amèrica on el seu conreu i la collita va esdevenir l'ocupació principal dels esclaus.
Durant la Guerra Civil dels Estats Units, les exportacions nord-americanes de cotó es van enfonsar a causa del bloqueig a què els estats de la Unió van sotmetre als ports del Sud, també per una decisió estratègica del govern de la Confederació de tallar les exportacions, amb l'esperança de forçar a la Gran Bretanya a reconèixer a la Confederació o d'entrar a la guerra, però que va portar als principals compradors de cotó, el Regne Unit i França a considerar Egipte com a substitut. Els comerciants britànics i francesos van fer grans inversions a les plantacions egípcies de cotó i el govern d'Ismaïl Paixà va rebre importants préstecs concedits pels bancs i les borses de valors d'Europa. Quan la Guerra Civil nord-americana va acabar el 1865, els comerciants britànics i francesos van abandonar cotó egipci i va tornar a les importacions barates procedents dels Estats Units forçant Egipte a una espiral deficitària que van portar el país a declarar-se en fallida el 1876, un factor clau per a la posterior annexió d'Egipte per part de l'Imperi Britànic el 1882.
Mentre va durar la guerra civil als Estats Units es va incrementar el conreu del cotó a Imperi Britànic, especialment a l'Índia, per tractar de substituir la producció perduda als estats de la Confederació. A través d'aranzels i altres restriccions, el govern britànic va descoratjar la producció de teixits de cotó a l'Índia, d'aquesta manera el cotó en floca era enviat a Anglaterra per al seu processament.
Als Estats Units, el cotó del Sud va aportar capital per al desenvolupament continuat del Nord. El cotó produït per esclaus africans no només va ajudar el Sud, també va enriquir els comerciants del Nord atès que gran part del cotó era transportat a través dels ports del nord.
El cotó va continuar essent un conreu clau en l'economia dels estats del Sud després de la proclamació d'emancipació dels esclaus i del final de la Guerra Civil el 1865. La parceria va emergir al Sud com la forma contractual que permetia els esclaus negres alliberats i els agricultors blancs sense terra treballar a les plantacions de cotó, que van continuar essent propietat dels blancs rics, a canvi d'una part dels beneficis. Les plantacions de cotó requerien grans quantitats de mà d'obra per collir el cotó, no va ser fins a la dècada del 1950 que van aparèixer màquines fiables per recollir el cotó (la maquinària anterior havia estat massa maldestra per recollir cotó sense triturar les fibres). Durant el segle xx, l'ocupació en la indústria del cotó va disminuir gradualment a mesura que les màquines van començar a reemplaçar els treballadors, i la mà d'obra rural del Sud es va reduir durant la Primera i la Segona Guerres Mundials. Actualment, el cotó sempre és una de les principals exportacions del sud dels Estats Units, i la majoria de la collita mundial de cotó és de la varietat americana de fibra llarga.

### Tipus històrics de teixits de cotó

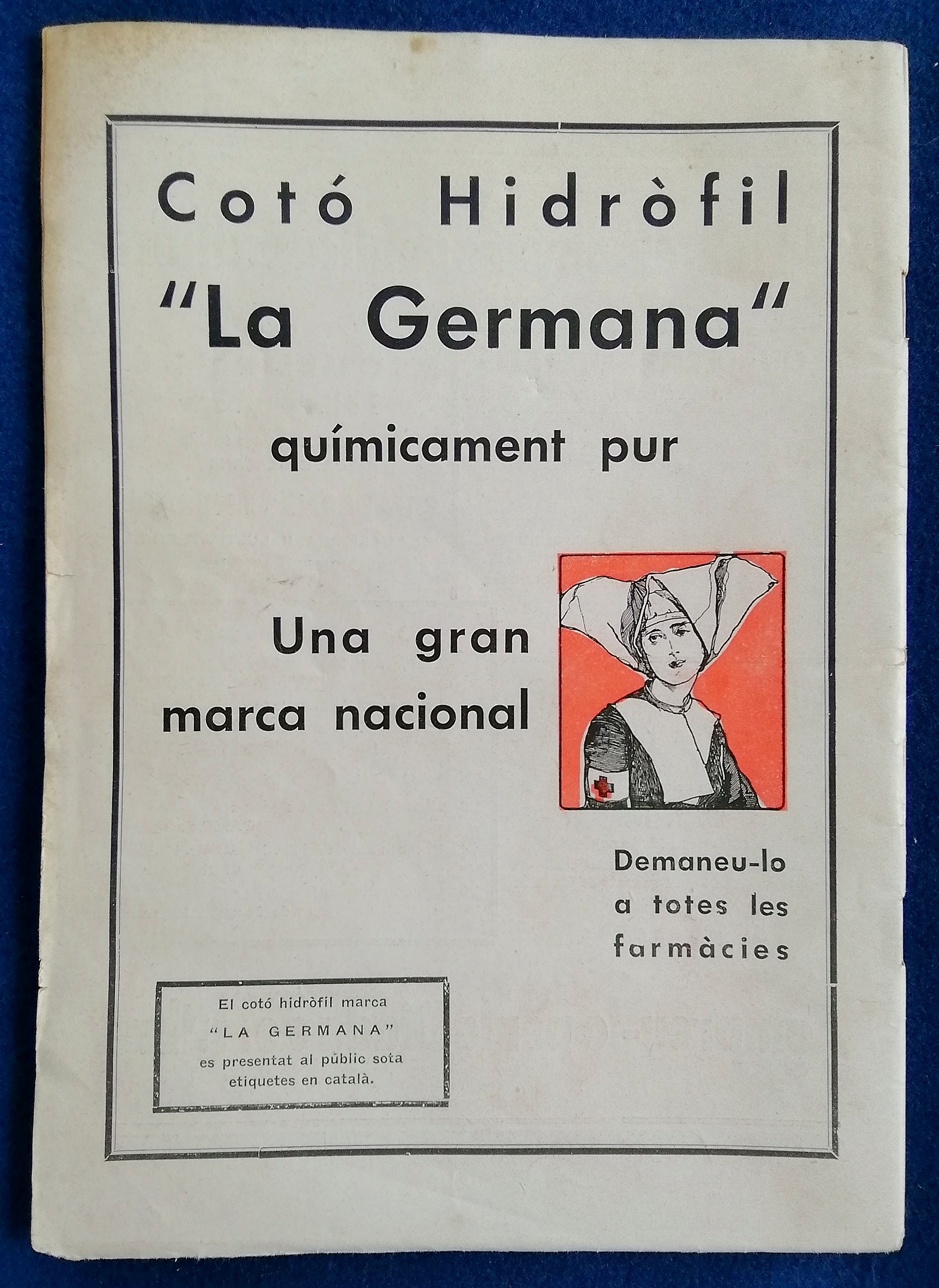
Cotó Hidròfil, químicament pur, anunciat l'any 1934 als Quaderns Literaris

Al llarg del temps els diferents teixits de cotó han rebut diversos noms que poden associar-se a les propietats de cada teixit particular i les necessitats de les persones que intervenen en el procés.
- Alanquins: Tela de cotó en què, abans de ser teixida, l'ordit i la trama s'havien tenyit d'un color tirant a groc. El lligat era de plana. S'usava per la roba de dona.[30]
- Anglesina: Era un tipus de fineta que es teixia amb el cotó de baixa qualitat que s'havia rebutjat durant la filatura.[30]
- Aràbia: Teixit llis amb franges vermelles, blaves i blanques que es feia servir per confeccionar camises i bruses.[30]
- Basi: Era una tela teixida amb lligament de sarja en dues direccions, fet que creava unes franges molt pronunciades en diversos colors: negre, cafè, verd... S'usava per fer pantalons i cotilles.[30]
- Batista: Teixit blanc llis i atapeït. Es feia servir per confeccionar roba per a senyores: mocadors, roba interior, objectes femenins...[30]
- Bombosí: Teixit blanc, llistat i assarjat. Les dones el feien servir per confeccionar roba interior.[30]
- Brillanté / jaconà: Teixit blanc que destacava per la brillantor dels seus acabats i que lluïa unes tonalitats clar-obscures. Podia ser llis o amb dibuixos jacquard. Es feia servir sobretot en cortines.[30]
- Buata: Tela molt gruixuda de cotó en floca que s'engomava per les dues cares perquè tingués rigidesa. Servia per enconxar superfícies.[30]
- Busqueta: Tela semblant al madapol·lam o a la mussolina que va produir per primera vegada la fàbrica Busqueta.[31]
- Calicó / calicot: Teixit llis i atapeït que es fabricava amb cotó de números inferiors a les teles mussolines i jaconàs. Es considera el punt de partida de tots els teixits de cotó. S'utilitzava per elaborar vestits, roba de llit o roba de taula.[30]
- Canemàs
- Cambrai: Tela molt fina de lligat de plana similar a la batista. El nom ve de la ciutat francesa de Cambrai on es va començar a teixir.[30]
- Camelot
- Casimir / caixmir: Teixit de cotó (o de mescla amb llana) amb lligat de sarja batàvia i trama gruixuda. Imitava el suau teixit autèntic de llana caixmir asiàtica.[30]
- Chantilly
- Cotí / cutí: Tela amb lligat de sarja amb ratlles verticals de diversos colors i combinacions i una mica gruixut. Servia per confeccionar matalassos i traspontins; però altres variants del cotí servien també per pantalons, cotilles i folres de cortines.[30]
- Cotonada: Terme genèric pel sector tèxtil de cotó.[30]
- Cotonia: Teixit semblant a la lona, tot i que més prim, amb la trama i l'ordit de fil retort a dos caps sense empesa ni blanquejar. Es feia servir per fer veles de vaixell, cobertes de paradeta de carrer...[30]
- Cotonina: Teixit gruixut que forma llistes en diverses direccions a causa del lligat de sarja a retorn. Després de teixir s'acostumava a tenyir de blanc.[30]

- Cretona: Tipus de calicó de fils gruixuts i lligat de plana que després s'estampava. Els més valorats tenien l'ordi i la trama iguals.[30]

- Crinolina: Teixit molt estret en què la trama és de crin combinada amb l'ordit de cotó amb lligat de plana. Tenia molts usos: des de fabricar tamisos o cintes de carda, fins a ser usat com a reforç en la sastreria.[30]

- Curat: Tela amb lligat de plana que usa fils prèviament emblanquinats. Es feia servir en la confecció de camises de dona, llençols de llit, folres...[30]

- Dril / drill: Era una de les variants del cotí que imitava els teixits de llana amb llurs lligaments i combinacions de colors. Es podia teixir mesclant el cotó amb el lli.[30]

- Elefant / guinea: Noms genèrics que rebien els teixits semiprims.[30]

- Empesa: Es deia de qualsevol teixit cru, és a dir, abans de ser blanquejat o estampat.[30]

- Entretela: Tela de mescla de cotó i lli que es col·loca a l'interior de colls, punys i davants de camisa per donar-los gruix.[30]

- Escocès: Tela de punt madràs que llueix el tradicional dibuix escocès de grans quadres de colors vermell, verd, blau, negre, cafè, etc. Sovint s'usava com a folre de capes, vestits de senyora...[30]

- Fineta: Tela amb lligat de sarja de batàvia que un cop teixida es tenyia de blanc, a voltes perxada pel revés. S'usava per elaborar roba blanca.[30]

- Fustany / "fustán"

- Roba entrefina: Llenç o tela de cotó entrefins.[30]
- Gasa / glassa: Tela en què els fils estan creuats 3 vegades entre ells, motiu pel qual era molt sòlida tot i mantenir-se clara.[30]
- Gavardina
- Glassilla / glasseta: Teixit al qual se li afegien pocs fils i que un cop teixit era intensament tractat amb aprests. El lligat podia ser de plana o d'encordillat. S'utilitzava molt com a folre interior dels vestits.[30]
- Hamburg: Teixit de cotó emblanquinat que imitava els autèntics teixits d'Hamburg, que eren de lli.[30]
- Indiana: Teixit de cotó al qual s'hi estampava un dibuix de tinta amb un patró. El lligat era de plana. La qualitat solia ser baixa i, per tant, molt assequible.[30]
- Ipora
- Laval: Era un tipus de percalina o de llustrina, però menys bona. Es feia servir com a folre interior i per embalar.[30]
- Linon / llinon: Tela llisa i clara.[30]
- Linon-batista: Tela llisa més atapeïda que no pas la mussolina.[30]
- Lona: Teixit doble i molt fort, tant de cotó com de cànem. S'utilitzava per fer veles de vaixells, tendes d'acampada, espardenyes…[30]
- Loneta
- Llustrina: Teixit amb lligat de plana i que era intensament tractat amb aprest després del tissatge. Destacava per tenir la cara bona lluent i l'altra mat. Servia per fer de folre de vestits i de barrets, per enquadernar llibres...[30]
- Madapol·lam / madapolam: Tipus de tela amb lligat de tafetà que s'acostumava a blanquejar i, a vegades, a estampar. Era de millor qualitat que la percala. El nom deriva de la ciutat índia d'on és originària aquesta tela: Masulipatam (coneguda pels britànics com a Madapallam, Machilipatnam...). S'utilitzava per confeccionar roba interior blanca i camises d'home.[30]
- Maó / mahon
- Moletó: Teixit bast que es teixia amb un ordit fort i resistent, poc nombrat (de pocs fils), i una trama gruixuda, normalment feta de cotó de baixa qualitat, descartat o regenerat. Després es tenyia en colors llampants. Es feia servir per a folres, roba d'abrigar...[30]
- Mussolina: Tela o roba blanca teixida amb lligat de plana. Era fina, resistent, i transparentava. S'hi podia afegir un estampat. Era molt valorada pels vestits de dona.[30]
- Organdí: Tela amb lligat de tafetà que era molt més fina i transparent que no pas la mussolina de cotó, tot i que era també més rígida. S'utilitzava per confeccionar vestits, bruses i cortines transparents.[30]
- Oxford
- Pana / vellut de cotó: Després de ser teixida, les bastes són tallades i la peça és raspallada per aixecar-ne l'arrel i desfibrar els fils que les formen: així queden com una mena de petits plomalls, que són tondosats a la mateixa altura per homogeneïtzar la peça.[30] Tot i que la pana pot ser llisa, se sol utilitzar aquella acabada amb estries verticals.
- Patén: Tela gruixuda amb lligat de sarja de batàvia i perxada. Servia per fer pantalons d'home d'hivern.[30]
- Percala: Tela molt llisa i atapeïda que era de més qualitat que la cretona. S'usava per camises, vestits, cortines, cobertors i roba interior.[30]

- Percalina: Tipus de percala tenyida de colors diversos. Es feia servir sobretot com a folre dels vestits.[30]

- Piqué: Tela formada per dues capes de teixits de diferents tibantors i ajuntats en diversos punts, a cada un dels quals el teixit més fluix queda una mica arrugat.[30]

- Pisana: Teixit amb lligat de pana que llueix combinacions de franges horitzontals i verticals, quadres de diversos colors. Servia per confeccionar camises i bruses.[30]

- Popelín

- Retort: Teixit blanquejat em què els fils utilitzats són de dos caps retorçats (tant l'ordit com la trama). S'utilitzava per elaborar roba interior molt resistent, llençols…[30]

- Roan: Teixit estampat de color. L'original provenia de la ciutat francesa de Roanne.[30]

- Roba de taula: Tovalles i tovallons.[30]

- Sarja: Terme genèric d'aquells teixits amb el lligat homònim o que llueixen l'aspecte diagonal de la sarja. Normalment són d'un sol color (cafè, negre, blau, verd...), però també poden lluir franges verticals de color blau i blanc, vermell i blanc... S'han fet servir per fabricar cotilles, gipons i una gran varietat de roba.[30]

- Semipana: Teixit gruixut que es treballa, s'estampa i és apelfat pel revés. Se'n feien pantalons.[30]

- Semiretort: És el mateix teixit que el retort, però el fil de l'ordit és d'un sol cap retorçat.[30]

- Semitul: S'usava en mantellines i vels de barrets.

- Tartalana: Tela clara i lleugera, intensament aprestada, i de colors forts. S'usava com a mosquitera.[30]

- Tartà: Teixit creuat, que llueix un estampat de colors diversos i té pèl. S'utilitzava com a folre i per a confeccionar vestits.[30]

- Terliç: Teixit semblant al cotí que es teixia amb lligat de sarja de tres punts de curs (i sovint a retorn). Podia combinar colors, quadres o llistes. S'utilitzava com a tela de matalàs o per entapissar mobles.[30]

- Texà / denim: Teixit de cotó espès i fort, amb lligat de sarja. Va néixer sobretot per la confecció de roba de treball físic, tot i que avui està generalitzat en el vestir urbà i quotidià. S'utilitza sobretot per a la confecció de pantalons texans.[32]

- Trafalgar: Tela ordinària similar al linon. Es feia servir com a folre de vestits.[30]

- Tul: Malla reixada (que podia ser tant de cotó com de seda) teixida amb 3 sèries de fils que cadascun fa d'ordit de manera alterna, i els altres 2 fan de trama. Es feia servir sobretot per confeccionar cortines i roba de dona.[30]

- Vànova / cobrellit: Peça de roba rectangular amb la qual es cobreix el llit. El tipus de teixit, la qualitat i la decoració variava segons el gust.[30]

- Vellutet: Vellut de pèl curt i atapeït però fet de cotó.[30]

- Zaraza